# Парада
Парада (фр. parer, parade лат. parata) је свечаност, свечана приредба којој је циљ да се нешто покаже или истакне. То је свечана смотра, поворка, дефиле (фр. défilé) већег броја учесника који се крећу најчешће предвиђеном рутом. Параде се често одржавају поводом обиљежавања годишњице неког догађаја, прославе.

## Врсте парада
- Војна парада
- Литија
- Првомајска парада
- Парада поноса